# Canal de Mandalay
El canal de Mandalay és un sistema d'irrigació del districte de Mandalay a Birmània que corre de nord a sud, paral·lel a l'Irauadi. Té al nord el riu Madaya i al sud el Myitnge; pren les aigües del Madaya i corre durant 63 km a més de 138 km de distributaris. La construcció es va iniciar l'any 1896 però no es va inaugurar fins al 1902.